# 9394 Manosque
9394 Manosque este o planetă minoră (asteroid), cu un diametru de 6,324 km, din centura de asteroizi. A fost descoperită pe 10 august 1994 la Observatorul European Austral de Eric Walter Elst și a fost numită după Manosque. 
Obiectul prezintă o orbită caracterizată de o semiaxă mare de 2,7191759 UAi, o excentricitate de 0,05, o înclinație de 3,17098 ° în raport cu ecliptica.